# زانکت گورگن بای گرایسکیرشن
زانکت گورگن بای گرایسکیرشن (به آلمانی: Sankt Georgen bei Grieskirchen) یک منطقهٔ مسکونی در اتریش است که در ناحیه گرایسکیرچن واقع شده‌است. زانکت گورگن بای گرایسکیرشن ۱۱٫۴ کیلومتر مربع مساحت دارد ۳۹۶ متر بالاتر از سطح دریا واقع شده‌است.